# Brandweer Roeselare
Brandweer Roeselare is een brandweerpost die deel uitmaakt van de Brandweerzone Midwest. De post beschermt zo'n 63.000 inwoners binnen de eigen gemeentegrenzen. Na de nationale brandweerhervorming van 2015 dienen de posten die het snelst ter plaatse zijn, ongeacht het grondgebied, ter plaatse te gaan. Daardoor kan het gebeuren dat post Roeselare moet uitrukken naar een andere gemeente en zo ook veel meer inwoners beschermt. De stad Roeselare ligt in het hart van West-Vlaanderen.
Roeselare telt een groot aantal graanbedrijven, scholen, twee ziekenhuizen en talrijke rust- en verzorgingstehuizen. Het brandweerkorps is sinds de jonge hervorming van de brandweer in België, het dragende korps van de operationele Brandweerzone Midwest (West-Vlaanderen Zone 2). Andere gemeenten die bij deze zone horen zijn Ardooie, Hooglede, Gits, Izegem, Ingelmunster, Lichtervelde, Meulebeke, Moorslede, Pittem, Ruiselede, Tielt, Aarsele, Staden, Westrozebeke, Wingene en Zwevezele.

## Geschiedenis van de Roeselaarse Brandweer
De eerste maal dat de stadsarchieven van Roeselare melding maken van "brandbestrijding" is in 1499. Er is dan sprake van de aankoop van een emmer en een vat ter waarde van 12 shilling ten laste van de Stadskas. Deze waren tijdens bluswerkzaamheden verloren door een Pieter Coene en een Katelijne van Houte. De brandbestrijding was toen nog georganiseerd op buurtniveau waarbij buren elkaar hielpen en het blusmateriaal bestond uit emmers, vuurzwepen, ladders en ander bruikbaar handmateriaal.
De enorme groei van Roeselare in de 16e eeuw bracht nieuwe problemen met zich mee. Niet alleen nam het risico toe door nieuwe bedrijven, ook bestonden veel nieuwe huizen uit hout, stro en klei. De brandbestrijding moest zich aanpassen aan de nieuwe omstandigheden. dat resulteerde is een reeks maatregelen op het gebied van preventie:
- Ieder huis moest beschikken over een emmer, een ladder, een vat om de regen op te vangen en een lantaarn.
- Daar waar gewerkt werd met vuur (o.a. bij bakkers, brouwers en smeden) moesten extra materialen aanwezig zijn, zoals een haak en extra ladders en emmers.
- Schoorstenen moesten frequent gereinigd worden
- Hooiopslag op zolders mocht alleen gebeuren wanneer het niet door het plafond heen kwam.
- Het was verboden te werken bij kaarslicht waardoor het werk moesten stoppen bij het luiden van de avondklok.

In 1533 werden de eerste brandwachten benoemd. Hun taak bestond uit het controleren van de voorschriften en leiding geven bij daadwerkelijk branden. Zij hadden de bevoegdheid orders te geven, zowel bij de controle op de naleving van de voorschriften als bij noodsituaties. In 1562 waren er reeds vier betaalde brandwachten.
De Franse overheersing en de economische crisis aan het einde van de 17e eeuw zorgde voor een verslapping in de handhaving van de voorschriften. Na het vertrek van de Fransen werden prompt de touwtjes weer aangehaald. Een van de eerste daden in 1713 van de nieuwe regering der Oostenrijkse Nederlanden was een verbod op het gebruik van stro en klei bij het bouwen van daken. Nieuwe daken werden nu uitgevoerd in hout. Herstellingen aan strooien daken moest ook in hout uitgevoerd worden.
In 1842 was er een brandweerkazerne in de Verwerijstraat. Het gebouw was door de gemeente gehuurd om de voertuigen en ander materiaal op te kunnen slaan. In 1903 betrok men een volledig nieuw gebouw aan de Houtmarkt (nu Polenplein) van de hand van architect Hilaire Denys. In 1974 betrok men een geheel nieuwe kazerne aan de Koning Albert I-Laan.
Het korps was een volledig vrijwilligerskorps tot september 1973, er werden toen 10 voltijdse brandweermannen aangesteld om de kazerne te bemannen.

## Samenstelling van het korps
Brandweerpost Roeselare bestaat uit honderd brandweermannen. Dit brandweerkorps is een gemengd korps of Y-korps, dit wil zeggen dat er zowel beroepsbrandweermannen als vrijwilligers zijn. De post heeft een 24-uursdienst en er wordt zeven dagen in de week gewerkt.
Post Roeselare bestaat uit 2/3 vrijwilligers en 1/3 beroepsbrandweerlui.

## Werking van de brandweerdienst
Het brandweerkorps bestaat uit 6 groepen die elk om beurt van dienst zijn. Buiten de werkuren wordt er van de groep "van week" verwacht dat zij kunnen opgeroepen worden. Het oproepen gebeurt via een ASTRID-zakontvanger. Iedere groep wordt geleid door een officier in de graad van onderluitenant, luitenant of kapitein. De wissel van groep gebeurt op vrijdagavond, dan wordt ook voertuig C3 overgedragen aan de volgende officier.

## Specialisaties
In het korps zijn er enkele specialisaties aanwezig: er is een duikersteam, een RED-team, een IGS (IGS= Incident Gevaarlijke Stoffen) groep. Iedere gewone brandweerman kan een extra specialisatie hebben.

### Duikers
De Roeselaarse duikers zijn twee sterduikers met een opleiding als brandweerduiker. Ze redden mensen en dieren die in open water, tanks of regenputten vast zitten. De duikers beschikken over een eigen voertuig en hebben een aangepaste onderwatercommunicatie. Ze hebben ook een bootje om op grotere wateren te interveniëren. Hulpverleningszone Midwest heeft buiten post Roeselare nog twee andere duikteams: Izegem en Tielt.

### RED-team
Een Red-team bestaat uit klimmers die vaardigheden ontwikkeld hebben om mensen vanop grote hoogte of diepte te evacueren. Ze beschikken over de nodige materialen en kennis om hun werk te kunnen uitvoeren

### IGS-team
Het IGS-team treedt op bij ongevallen in bedrijven of op de openbare weg waarbij chemische stoffen vrijkomen. Door gaspakken worden zij beschermd tegen de giftige gassen die vrijkomen. Enkele bedrijven werken met chemische, giftige of radioactieve stoffen, daarom werd een IGS-groep opgestart. In samenwerking met andere IGS-teams uit de zone kunnen ze grotere incidenten aan.

## Wagenpark
Het wagenpark bestaat uit de volgende voertuigen:
| Roepnummer | Type voertuig              | Specificaties                                                           | Constructeur                 | Bijkomende functies    |
| ---------- | -------------------------- | ----------------------------------------------------------------------- | ---------------------------- | ---------------------- |
| AP1        | Halfzware Autopomp         | Dennis Rapier                                                           | Somati                       | Technische Bevrijding  |
| IAP1       | Industriële Zware Autopomp | Mercedes-Benz Actros MP3 2648L 6x2*4                                    | Vanassche                    |                        |
| AP3        | Halfzware Autopomp         | Mercedes-Benz Atego 1429F                                               | Vanassche                    | Technische Bevrijding  |
| AP4        | Halfzware Autopomp         | Mercedes-Benz Atego 1325F Vanassche                                     | Technische Bevrijding        |                        |
| BE2        | Materiaalwagen             | Citroën Jumper                                                          |                              |                        |
| BE3        | Personeels- / Karweiwagen  | Mercedes-Benz Sprinter                                                  | Denolf / Depla               |                        |
| BE4        | Bestelwagen                | DAF LF 45.180                                                           |                              | CP-OPS, IGS, logistiek |
| BE5        | Dienstvoertuig             | Fiat Doblò                                                              |                              |                        |
|            | Dienstvoertuig             | Volkswagen Caddy                                                        | Asimex                       |                        |
|            | Karweiwagen                | Renault Master                                                          |                              |                        |
| CW3        | Commandowagen              | Mercedes-Benz Vito 115CDI                                               | Vanassche                    | CP-Ops                 |
| DW1        | Duikerswagen               | Opel Movano L4H3 - 4,5t                                                 | Vanassche                    |                        |
| EL1        | Hoogtewerker 36Me          | Mercedes-Benz Econic 2633LL Bronto Skylift F36 RLH                      | Vanassche                    |                        |
| HA1        | Haakarmvrachtwagen         | Mercedes-Benz Actros MP2 1932L 4x2                                      | Leebur Multilift / Vanassche | Logistiek              |
| HA2        | Haakarmvrachtwagen         | Volvo FM 9.340 4x2                                                      | Leebur Multilift / Appelmans |                        |
| LW1        | Ladderwagen 30Me           | Renault D16 Wide 320.18 Magirus ML 32 L-AS                              | Fire Technics                |                        |
| M2         | Signalisatiewagen          | Mercedes Sprinter 316CDI/4x2                                            | Vanassche / Fire Technics    |                        |
| P1         | Debietpomp                 | MAN 8.150 4x4                                                           | Rosenbauer / Somati          | 4X4 Voertuig met kraan |
| P2         | Pomp                       | Draagbare motorpomp 1.600Le/min op aanhangwagen Ziegler                 |                              |                        |
| P3         | Pomp                       | Draagbare motorpomp 1.600Le/min op aanhangwagen 8/8 Ziegler Ultra Power | Vanassche                    |                        |
| P4         | Pomp                       | Draagbare motorpomp 1.600Le/min op aanhangwagen Ziegler                 |                              |                        |
| PC1        | Container                  | Pompcontainer                                                           |                              |                        |
| RC1        | Container                  | Materiaalcontainer                                                      |                              |                        |
| S1         | Slangenwagen 2.000Me Ø110  | DAF LF 45.160                                                           | Somati                       |                        |
| SC1        | Container                  | Slangencontainer                                                        | Somati                       |                        |
| T1         | Tankwagen 8.000L           | MAN FE2000 19.343                                                       | Fire Technics                |                        |
| R1         | Ziekenwagen                | Mercedes-Benz Sprinter CDI NCV3.1                                       | Autographe                   |                        |
| R2         | Ziekenwagen                | Mercedes-Benz Sprinter CDI NCV3.1                                       | Autographe                   |                        |
| R3         | Ziekenwagen                | Mercedes-Benz Sprinter 519CDI NCV3                                      | W.A.S. / Autographe          |                        |
|            | Container                  | Materiaalcontainer Fire Technics                                        |                              |                        |
|            | Boot op trailer            | Reddingsboot Zodiac                                                     |                              |                        |

### Specifieke bezittingen
De brandweer van Roeselare bezit ook een oefenhuis waarin gasgestookte brandhaarden gemaakt kunnen worden. De brandhaarden kunnen in drie verschillende ruimtes gecreëerd worden: de garage, de woonkamer en de kelder. In de woonkamer kan men ook een elektriciteitskast laten branden en is er een flashover-simulatie mogelijk.

#### Oefenhuis afgebroken in 2016
Naast het oefenhuis is er ook een kelder. Deze oefenkelder is uitgerust met een soort 3D-doolhof waardoor de brandweermannen op handen en knieën hun weg naar buiten moeten zoeken met een adembeschermingstoestel. Alles wat gebeurt in deze kelder kan men volgen via camera's en sensoren in het parcours die de mannen afleggen.

## Bijzondere risico's
Sinds de bouw van een "Seveso klasse 1"-bedrijf moet de brandweer voorzien zijn op een interventie op een opslagplaats voor brandstoffen.
De opslagplaats bestaat uit negen tanks van elk 30.470 m³ met een hoogte van 22 meter en een diameter van 42 meter voor diesel en huisbrandolie. Dit voor een totale opslagcapaciteit van 27.000.000 liter Daarnaast komen er drie kleinere tanks van 4.314 m³ met dezelfde hoogte en een diameter van 15.80 meter die naast diesel voor wegvervoer, benzines zullen bevatten.
Naast dit grote tankpark is er ook de kanaalzone die volledig bezaaid is met bedrijven, de REO Veiling (waar al een serieuze brand gewoed heeft) en het industriepark Noord dat nog steeds in volle ontwikkeling is.